# Ulica Gnieźnieńska w Koszalinie
Ulica Gnieźnieńska – ulica w południowej części Koszalina, wyprowadza ruch z miasta w stronę Szczecinka i Piły. W całości leży w ciągu drogi krajowej nr 11.